# Омер-паша Латас
Сердар Екрем Омер-паша Латас (рођ. Михајло Латас,  Јања Гора, 24. септембар 1806 — Цариград, 18. април 1871) је био османски паша српског поријекла, родом из Војне крајине у Хабсбуршкој монархији.

## Биографија
Његово рођено име било је Михаило Латас, а знали су га у младости као "Миле Латас". Рођен у 1806. године Јањој Гори код Плашког, која се у то вријеме налазила у Аустријскоm царству, као син нижег официра у aустријскоj војсци. Учио је "Мићо" средњу "војничку" школу у Госпићу, и ту остао само годину дана, док није као одличан ученик добио бесплатно мјесто питомца у кадетској школи у Задру. Као врло младог узеше га у војску; постао је кадет стражмештер у штапској писарници у Госпићу. Тек завршивши кадетску школу, због породичних проблема (отац му је био казнено пензионисан у војсци због поткрадања, што га је коштало каријере), пребјегао је 1827. године код Кастелског гребља у Босну, и доспио у Гламоч, одакле је ускоро прешао у Бању Луку, мучећи се да заради за преживљавање.
У Бањој Луци је, по препоруци свог тадашњег газде муслимана Хаџи Алије Бојића, прешао на ислам. Да би се решио аустријске потере због дезертерства, Мићо се тако "потурчио", и након сунећења узео ново име Омер. Послије двије године, уочи немира у Босни, отишао је "Омер ефендија" са писмом газда Алијиним, у Видин код пријатеља. Ту га је заповједник тврђаве Ибрахим-паша, узео за учитеља цртања својој дјеци и задовољан његовим радом, препоручио га у Цариграду. Омер се истицао цртежима и плановима и учинио се свом заштитнику способан и као такав користан за предстојеће реформе турске војске. Дочекао га је у Цариграду велики везир Хусреф-паша, којем се такође свидео. С том препоруком постао је најприје наставник техничког цртања у цариградској војној школи, а касније учитељ престолонасљедника Абдул-Меџида и убрзо (1838) пуковник у царској војсци.
Извесно време провео је у Србији, идући ка Видину, о чему сведочи Јован Ђ. Авакумовић у својим белешкама.
„Ја сам, за прве владе кнеза Милоша, прешао у Србију као аустријски војни бегунац. Примљен сам врло добро, добио сам за учитеља у Гружи. Ја бих тада и остао да служим Србији и српству, колико бих умео и могао својом спремом и знањем. Ну, после тог кратког бављења у Србији, Аустрија је затражила да ме Србија изда Аустрији... Кад ме тако затражила Аустрија, кнез Милош позвао ме је у свој двор, у Крагујевац, и казао ми: Синко, ја не могу због тебе војевати са Аустријом, али нећу ни да те предам њој јер сам обавештен да ниси кривац, као што Аустрија представља, а и да си одгојен у духу српства. Наредићу мојим властима да ти олакшају и изврше прелаз у Турску. Иди тамо и прими се службе. Турска је оскудна у људима; по твојој спреми и способности, сигуран сам да ћеш далеко догурати у турској служби...”.
Када је на пријесто дошао Абдул Меџид, Омер Латас је постао паша. Одличан војник, Омер-паша се истакао 1840. године у Сирији против султанових одметника, 1842. код гушења буне у Албанији, 1845. поново у Сирији и 1846. у Курдистану, увијек у борби с бунтовницима против централне власти. Послије тих успјеха, још врло млад, именован је за мушира. Године 1848/49. са Русима је извршио окупацију дунавских кнежевина Влашке и Молдавије.

## Акције у Босни и Херцеговини
На подручју Балкана Омер-паша је остао запамћен по сламању отпора босанског беговата. Против султанових реформи јавила се у Босни и Херцеговини јака опозиција још од времена Хусејин-бега Градашчевића. Једно вријеме се чинило да се стишала, али је од револуционарне 1848. године букнула новом снагом.
Устанак против Османлија избио је 1849. године у Босанској Крајини, и босански везир Тахир-паша није успио да га савлада. Затим су се јавили слични покрети и на другим странама, а међу противницима реформи био је и херцеговачки везир Али-паша Ризванбеговић. У мају 1850. године, Султан је послао у Босну Омер-пашу, да угуши устанак. Стигао је у августу исте године и брзо и одлучно у крви угушио буну, похапсио главне вође, међу њима и Али-пашу, кога је убио један стражар, 20. марта 1851. године. Један стари бег је приметио за њега: "К'смет је тако хтио, да ми тога сина наших крвнијех непријатеља гостољубиво примимо и посинимо, па да он послије нашу земљу опусти и нашу стару снагу заувијек сломи."
Позатварано је око 1.000 најугледнијих ага и бегова, а око 400 их је оковано послато у Цариград. Босна је послије тога била смирена, а феудални став бегова и ага заувијек скршен. Стога је Омер-паша Латас проглашен у Босни за „ђаурпашу“ и највећег непријатеља домаћег племства.
Везир Омер-паша Латас, не очекујући да ће обнова богомоље Глоговац бити одобрена, љутио се због добијене дозволе за обнову, која је стигла из Цариграда. Наредио је да манастир може бити подигнут на таквом мјесту одакле се неће чути црквена звона, а да светиња не буде већа од крзна воловске коже. По легенди, мјештани су се досјетили и од воловске коже направили канап (опуту), добијајући тиме на дужини темеља цркве. Црква је подигнута од ваганског камена у истој клисури мале ријеке Глоговац, гдје је некада постојао стари средњовјековни манастир.

## Друге акције
Године 1852, кад су се сукобили Порта и кнез Данило, Омер-паши је повјерено врховно заповједништво над османском војском. Османска армија је напала Црну Гору, али је даљњу акцију спријечило посредовање Аустрије и Русије 1853. године.
Непосредно послије тога, када је избио Кримски рат (у јесен 1853), Омер-паша је именован за заповједника турске војске на дунавској линији. Држао се врло добро и добио чин сердар-екрема. Послије руског повлачења са Дунава, Латас је у Кримском рату сарађивао са енглеским и француским савезницима при опсади Севастопоља, а послије у борбама на Кавказу. Од 1857. до 1859. године Омер-паша Латас је провео као заповједник у Месопотамији, гдје је поново гушио устанке.
Због своје оштрине био је једно вријеме у немилости, али је опет избио на чело 1861, када је био на помолу рат с Црном Гором, поводом устанка Луке Вукаловића. У том рату Омер-паша Латас је поново био главни заповједник и довео Црну Гору у веома тежак положај из кога се спасла опет само заузимањем великих сила. Посљедња војничка мисија Омер-паше била је да угуши грчки устанак на Криту 1867. године. Овог пута он је војнички завршио свој посао, али није могао до краја да спроведе блокаду због лошег стања османске флоте и снабдијевања. Стога се 1868. године сам повукао, и касније као пензионер бавио по Европи.

## Књижевност
Нобеловац Иво Андрић се у свом роману „Омер-паша Латас“ бави Омер-пашиним ликом и дјелом, с радњом смјештеном за вријеме Латасовог ратовања у Босни и Херцеговини.